# انتخابات سراسری برزیل (۲۰۱۸)
انتخابات سراسری برزیل (۲۰۱۸) (انگلیسی: Brazilian general election, 2018)، انتخابات عمومی رئیس و معاون رئیس‌جمهوری برزیل به‌طور هم‌زمان انتخابات کنگره و فرمانداران ایالتی و معاون فرمانداران و همچنین مجمع عمومی مجلس قانونگذاری و منطقه قانونگذاری فدرال برگزار شد.
بر اساس آخرین نظرسنجی در جریان رای‌گیری روز یکشنبه ۲۸ اکتبر ۲۰۱۸ ژائیر بولسونارو از جناح راست در برابر رقیب چپگرای خود فرناندو حداد، برنده رقابتهای انتخاباتی و رئیس‌جمهور برزیل شد.

## وقایع
از مارس ۲۰۱۵ در پی انتشار اتهاماتی علیه روسف و حزب او مبنی بر دریافت رشوه از شرکت نفتی پتروبراس اعتراضات گستردهٔ میلیونی در برزیل جریان یافت.
لوئیس ایناسیو لولا دا سیلوا (۲۰۱۸) پس از ترک قدرت حالا به اتهام فساد مالی مجرم شناخته شده و به ۹ سال‌ونیم زندان محکوم شده‌است. به جز لولا دا سیلوا، دیلما روسف، و میشل تمر، رئیس‌جمهوران سابق هم با اتهام فساد مالی روبه‌رو هستند و هر کدام ممکن است با سرنوشت لولا مواجه شوند.
در سپتامبر ۲۰۱۸ دادگاه عالی الکترال برزیل لولا دا سیلوا رئیس‌جمهور سابق را به دلیل فساد از شرکت در انتخابات جدید منع کرد. به جای او فرناندو حداد کاندید حزب کارگران خواهد بود.
در ۱۲ مه ۲۰۱۶ سنای برزیل اختیارات ریاست جمهوری روسف را موقتاً به مدت حداکثر شش ماه تا زمانی که سنا به حکم محکومیت وی برسد معلق کرد. او باید در خصوص اتهاماتش محکوم یا تبرئه می‌شد. میشل تمر معاون رئیس‌جمهور برزیل در زمان تعلیق وی اختیارات و وظایف ریاست جمهوری را برعهده داشت. دیلما روسف سرانجام در ۳۱ اوت ۲۰۱۶ به علت «فساد» از ریاست جمهوری برزیل عزل شد.

در انتخابات سال ۲۰۱۴، دیلما روسف، نامزد حزب کارگران، در دور دوم با ۵۱٫۶ درصد آرا انتخاب شد و آسیو نیوس از حزب سوسیال دموکراسی برزیل که ۴۸٫۵۵درصد آرا را کسب کرد، دوباره انتخاب شد. روسف اولین بار در انتخابات سال ۲۰۱۰ انتخاب شد و پس از دنباله روی از مربی سیاسی خود یعنی لوئیس ایناسیو لولا دا سیلوا، که از سال ۲۰۰۳ تا ۲۰۱۱ در ریاست جمهوری بود، انتخاب شد.